# Бієшть
Бієшть (рум. Biești) — село в Оргіївському районі Молдови. Адміністративний центр однойменної комуни, до складу якої також входять села Чигорень та Слобозія-Ходороджа.

## Населення
За даними перепису населення 2004 року у селі проживали 1402 особи.
Національний склад населення села:
| Національність       | Кількість осіб | Відсоток   |
| -------------------- | -------------- | ---------- |
| молдавани румуни     | 1388 3         | 99,0% 0,2% |
| українці             | 6              | 0,4%       |
| росіяни              | 4              | 0,3%       |
| інша / без відповіді | 1              | 0,1%       |
| Всього               | 1402           | 100%       |